# Марін Гетальдич
Марин Гетальдич (Гетальді, хорв. Marin Getaldić; 1566, Дубровник — XVII століття (можливо 1627), Дубровник) — математик, відомий за використанням алгебри в геометрії, першовідкривач конусних лінз, фізик.

## Життєпис

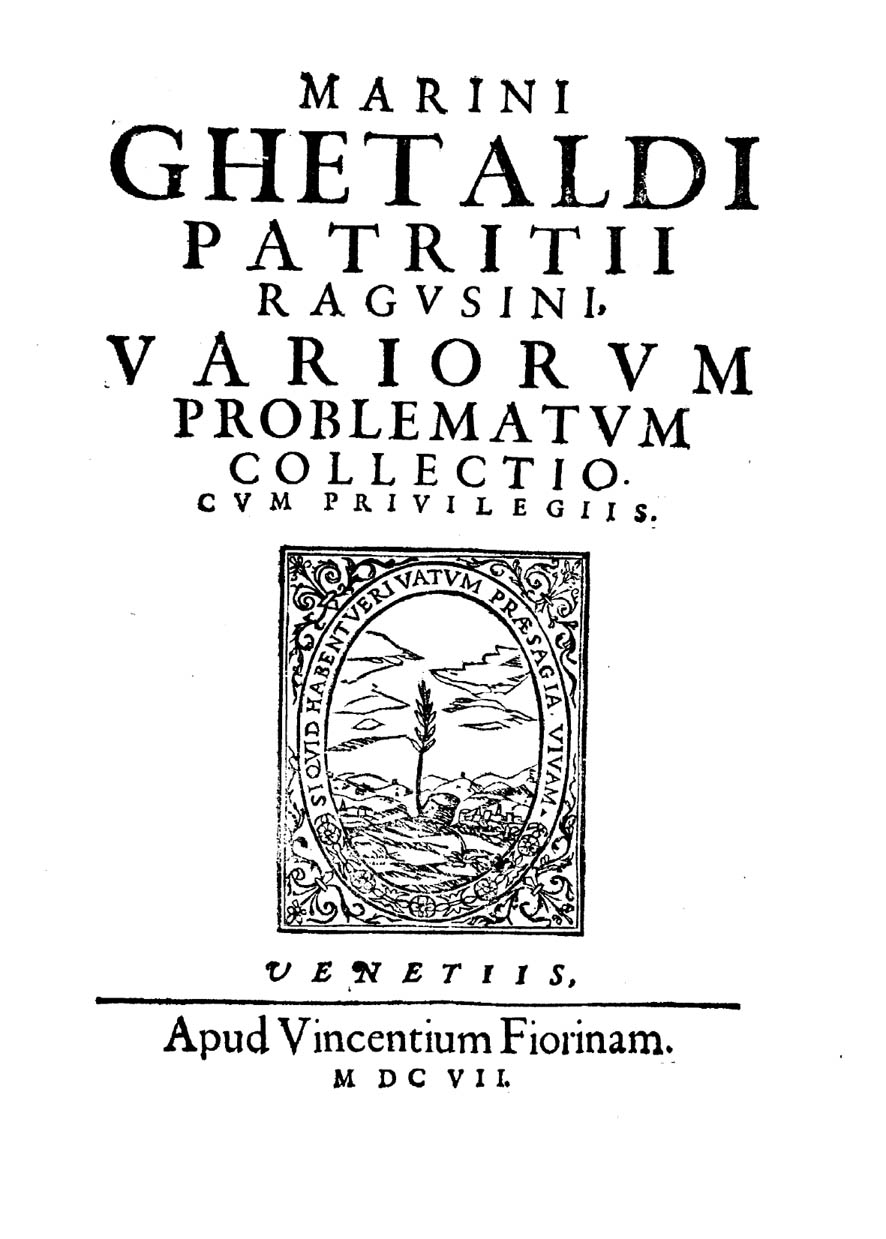
Variorum problematum collectio, 1607

Марин Геталдіч народився в хорватському місті Дубровник (Рагуза), тоді колишньій самостійній республіці.
Хороший знавець грецьких авторів, Гетальді випробував особливо сильний вплив Вієта, з яким познайомився під час перебування в Парижі.
У «Зборах різних завдань» (Variorum problematum collectio, Veneliae, 1607) і посмертно в праці «Про математичний аналіз та синтез» (De resolutione et compositione mathematica, Romae, 1630) Гетальді засобами алгебри Вієта вирішує різноманітні завдання на поділ відрізків, на побудову тощо; здебільшого його завдання виражаються рівняннями першого або другого степеня відносно шуканого невідомого відрізка. У деяких випадках застосовується суто геометричне розв'язання. Згадаємо античне завдання про вставки між продовженням сторони квадрата і найближчою перпендикулярною стороною відрізка даної довжини, продовження якого проходить через вершину квадрата, не лежить на названих сторонах. Гетальді відніс завдання до тих, які не відносяться до алгебри (sub algebram non cadunt), і вирішив його геометрично.
Твір «Variorum problematum Collectio» (1607) містить розв'язання 42 математичних проблем. Роботи Гетальдича мали великий вплив на проникнення алгебри в геометрію, що привело в решті до виникнення аналітичної геометрії